# Cody Ford
Cody Ford (Pineville, Luisiana; 28 de diciembre de 1996) es un jugador profesional estadounidense de fútbol americano, se desempeña en la posición de offensive tackle en Cincinnati Bengals, en la National Football League (NFL).

## Carrera
Fue parte del plantel de Buffalo Bills durante cuatro temporadas (2019-2022), luego estuvo una temporada en Arizona Cardinals (2022-2023), y lleva una temporada en Cincinnati Bengals, donde comenzó a jugar en 2023.